# Kabinet-Shankar
Het kabinet-Shankar was een Surinaams kabinet onder leiding van president Ramsewak Shankar (VHP). In deze periode was Henck Arron (NPS) vicepresident. Het kabinet regeerde van 25 januari 1988 tot en met 29 december 1990 en volgde op de periode onder militair gezag (1980-1987) en de verkiezingen van 25 november 1987. De regering kwam ten einde door de Telefooncoup.

## Samenstelling
Vicepresident Henck Arron had geen ministerie onder zich vanwege de volgende bepaling in de Grondwet van Suriname (van 1987): "De president en de vicepresident oefenen naast hun ambt geen andere functie uit."
| Ministerie                                               | Minister                              | Partij         |
| -------------------------------------------------------- | ------------------------------------- | -------------- |
| Binnenlandse Zaken, Districtsbestuur en Volksmobilisatie | Elfriede B.M. Alexander-Vanenburg     | NPS            |
| Transport, Handel en Industrie                           | Wilfred Armand Grep (1933-1992)       | NPS            |
| Arbeid                                                   | Romeo van Russel (1955)               | NPS            |
| Buitenlandse Zaken                                       | Eddy Sedoc (1938-2011)                | NPS            |
| Onderwijs, Wetenschappen en Cultuur                      | Ronald Venetiaan (1936)               | NPS            |
| Sport en Jeugdzaken                                      | Ronald Venetiaan (1936)               | NPS            |
| Regionale Ontwikkeling                                   | Werner H.W. Vreedzaam (overleden)     | NPS            |
| Justitie                                                 | Jules Ajodhia (1945)                  | VHP            |
| Volksgezondheid                                          | Henk A. Alimahomed                    | VHP            |
| Openbare Werken, Telecommunicatie en Bouwnijverheid      | Harnarain Jankipersadsing (1940-2014) | VHP            |
| Financiën en Planning                                    | Subhas Mungra (1945)                  | VHP            |
| Natuurlijke Hulpbronnen en Energie                       | Pretaap Radhakishun (1934-2001)       | VHP            |
| Landbouw, Veeteelt en Visserij                           | Saimin Redjosentono (1940-2024)       | KTPI           |
| Sociale Zaken en Volkshuisvesting                        | Willy Soemita (1936-2022)             | KTPI           |
| Leger en Politie                                         | Willem Sheikkariem (?-2003)           | Militair gezag |

In juli 1988 werd het kabinet uitgebreid met 5 personen:
- Werner Vreedzaam; minister van Regionale Zaken (van 1986 tot juli 1988 onderdeel van Binnenlandse Zaken, Districtsbestuur en Volksmobilisatie)
- Soeratno Setroredjo; onderminister Binnenlandse Zaken
- P. Tirtodirjo; onderminister Openbare Werken
- Waldi Esajas; onderminister Landbouw, Veeteelt en Visserij
- R. de Rooy; onderminister Natuurlijke Hulpbronnen en Energie